# (5583) Braunerová
(5583) Braunerová es un asteroide perteneciente al cinturón de asteroides descubierto el 5 de marzo de 1989 por Antonín Mrkos desde el Observatorio Kleť, České Budějovice, República Checa.

## Designación y nombre
Designado provisionalmente como 1989 EY1. Fue nombrado Braunerová en homenaje a Zdenka Braunerová, pintora y artista gráfica, conocida por sus paisajes, vistas históricas de Praga y diseño de libros. Está considerada la primera pintora checa profesional.

## Características orbitales
Braunerová está situado a una distancia media del Sol de 2,877 ua, pudiendo alejarse hasta 2,936 ua y acercarse hasta 2,819 ua. Su excentricidad es 0,020 y la inclinación orbital 2,902 grados. Emplea 1783,32 días en completar una órbita alrededor del Sol.

## Características físicas
La magnitud absoluta de Braunerová es 12,6. Tiene 8,241 km de diámetro y su albedo se estima en 0,285. 